# Parhaplothrix szetschuanicus
Parhaplothrix szetschuanicus är en skalbaggsart som beskrevs av Stefan von Breuning 1935. Parhaplothrix szetschuanicus ingår i släktet Parhaplothrix och familjen långhorningar. Inga underarter finns listade i Catalogue of Life.